# ビブリオテーク・リヴ
『ビブリオテーク・リヴ』は、日本のSF漫画。 著者は佐藤明機。『楽園通信社綺談』（以後前作）の続編。

## 概要
『コミックマスター』（ホビージャパン）28号から50号まで隔月掲載（ただし、前作のタイトルで予告編一話あり。単行本未収録）コミックス全1巻。コミックマスター版旧版コミックスは当時の原稿用紙サイズA5で刊行された。新装版はB5の連載サイズ。旧版にはタイトルに中黒が無い。新装版は作者の再版挨拶など若干の仕様変更があるが、内容は旧版とほぼ同様である。タイトルは図書館人生を意味するフランス語。

## 登場人物
ニコ・アージェント
メインランド中央図書館（ヘヴン市中央図書館）館長。前作の図書館攻防戦の混乱から図書館を避難させ、月の出町二丁目で図書館業務を再開する。外見年齢は10歳前後の少女だが実年齢は弟子であり前作の主人公メイウルフよりかなり年上である。博学で老獪で迂闊者な妖術使い。かなりの悪戯好きで好奇心旺盛。メイウルフに劣らぬ無責任な性格で極端に重いテーマの話が苦手である。下の大人毛が無いことを本気で悩んでいる。
ショーシャ606
眼鏡ッ子。世代融合型アンドロイド。図書館のメインシステム兼図書館司書でニコの有能な秘書的存在でもあり、図書館業務が滞り無く維持されているのは彼女の手腕による功績が大である。図書館屋敷の住人でいつもニコに振り回されるが極希にニコを振り回す。着用しているメイド服のサイズは7号。
メイウルフ・M・メイフィールド
前作の主人公で図書館の居候。旧セレニウム帝国第五皇女（前作では第五子で第一皇女と解説されている）でニコと同程度に無責任かつ開けっぴろげな性格。本来は天然ボケだが、ニコが絡むとツッコミに回ることも多い。シンプレックス社屋崩壊後、月の出町二丁目に流れてくる。女流作家だか寡作で滅多に作品が完成しない。ニコとは師弟関係。幼少期よりの因縁からか「受難の日々」と当時を回想するが特にニコを嫌っているわけではないらしい（ただし幼少期の経緯から若干の苦手意識はある）。ショーシャの制服を着用すると胸元がきついという描写からショーシャよりバストサイズが大きく、サイズにぼやいていることから服のサイズは少なくとも7号以上である。
A. J. サトウ
シンプレックス通信社ヘヴン支局長。メイウルフやお六同様、支局社屋崩壊後流れてくる。知性化猫だが他者と違い寡黙であり、本編では前作同様人語を理解するが無口である。モデルは当時作者がかっていた猫。
お六
二つ名はいちじく艦長。
希に出現するネト（人偏亻に苗）とネコ知性化の際ヒト遺伝子を流用したために時々誕生する副産物的種族。趣味は無花果浣腸型マペットを用いた性教育人形劇。主人公ニコと並ぶトリックスター。